# 水沢翠
水沢 翠（みずさわ みどり、1983年10月16日 - ）は日本の女優、歌手、グラビアアイドルである。旧芸名、翠（みどり）。東京都目黒区出身。

## 来歴
横浜市立鶴見工業高等学校電気科卒業、神奈川大学第二工学部電気電子情報工学科中退。
2002年9月、渋谷109前でスカウトされ、ワナップ所属となる。
2003年、映画「LIVE SHOW」出演。
2005年  「ミス湘南2005年度」フォトジェニック賞受賞。イメージDVD「SIgn（サイン） 翠 21歳」発売。望月六郎監督作品「濡れた赫い糸」 出演（ナース役）。デジドル17期生に選ばれる。
2006年 音楽ユニット「水葉」結成、ボーカルとしてライブハウスを中心に活動。第5回海老名プレミアム映画祭準グランプリ受賞作品「RECOVERY」（監督アキロー）出演。
2007年 「ミス湘南写真集 きらめく瞬間（とき）Part3」 発売
2008年 演劇集団TeamD.D旗揚げ公演「大きな木の下で」出演。
2011年 ヒラタオフィスへ移籍。
2012年 芸名を水沢翠へと改める（命名は脚本家の吉本昌弘）。
2014年 第一回新人監督映画祭にて初主演作「May Peace Prevail On Earth」が上映され、レッドカーペットを歩く。
2015年 ヒラタオフィスを辞め、現在フリー。
2017年 第９回オイド短編映画祭にて「May Peace Prevail On Earth」が入選。

## 出演

### 映画
- 「LIVE SHOW」（2003年）
- 「濡れた赫い糸」（2005年）
- 「RECOVERY」（2006年）
- 「ココナッツ」（2006年）
- 「フロント☆ボード」（2010年）
- 「空の桶」（2013年）
- 「May Peace Prevail On Earth」（2014年）
- 「うしろの正面」（2017年）ASIN B071WR78JX

### 舞台
- 「大きな木の下で」（2008年）

### テレビ
- 「F2X」（フジテレビ）
- 「デジドル＠ディープ」（スカパー MONDO21）

### インターネット番組
- 「ショートドラマで英単語を覚えよう！」（モバイルGyaO）

### DVD
- 「Sign（サイン） 翠 21歳」(イーネット・フロンティア)